# Tomb Raider II
Tomb Raider II er andet spil i Tomb Raider-serien. Det er udviklet af Core Design, og udgivet til PC og PlayStation i 1997 af Eidos Interactive. Ligesom i sin forgænger overtager man rollen som den britiske arkæolog Lara Croft.

## Gameplay
Gameplayet i Tomb Raider II er det samme som i originalen – en blanding af platform, action og adventure. Spillet handler delvist om at løse gåder og undgå fælder, og delvist om dræbe modstandere. Lara er tilføjet nogle nye bevægelser, og er i stand til at håndtere en række transportmidler, som f.eks. speedbåd. Undervejs kan spillere samle genstande op (kaldet "pick-ups"), hvilke inkluderer ammunition, våben, førstehjælpspakker og nøgler tilhørende deres respektive gåde.

## Historie
Lara er på udkig efter "The Dagger of Xian", men hun stoppes ved indgangen til Xian templet af en italiensk lejemorder. Han har dog ikke meget held ved at myrde hende, og Lara får i stedet lokket vigtige informationer ud af ham. Hun finder ud af at templet kræver en bestemt nøgle, som Marco Bartoli også er ude efter.

## Modtagelse
Tekst mangler, hjælp os med at skrive teksten